# Marksistskaja (stanice metra v Moskvě)
Marksistskaja (rusky Марксистская) je stanice moskevského metra.

## Charakter stanice
Stanice se nachází na Kalininské lince, v její západní polovině. Postavena byla jako podzemní, hluboko (60 m) pod zemí založená, trojlodní, ražená a přestupní. Má jeden výstup, který vede z jednoho konce střední lodi eskalátorovým tunelem do podzemního vestibulu; z prostředku téže lodi pak kolmo k ose stanice po schodech vychází přestupní chodba k stanici Taganskaja na dalších linkách. Na obklad stěn a pilířů byl použit červený a růžový mramor, pro podlahu pak černá žula.
Výstavba stanice byla velmi náročná; vzhledem k obtížným geologickým podmínkám se dělníci při stavbě v druhé polovině 70. let setkali s mnohými obtížemi. Těsně před dokončením se do prostoru již skoro hotové stanice začala rychle dostávat voda; hrozilo i zatopení již provozované stanice Taganskaja o několik metrů výše. Voda musela být vyčerpána a některé instalace vyměněny. Pro veřejnost se Marksistskaja otevřela 30. prosince 1979 spolu s ostatními stanicemi prvního úseku linky Kalininskaja.